# 中井藍江

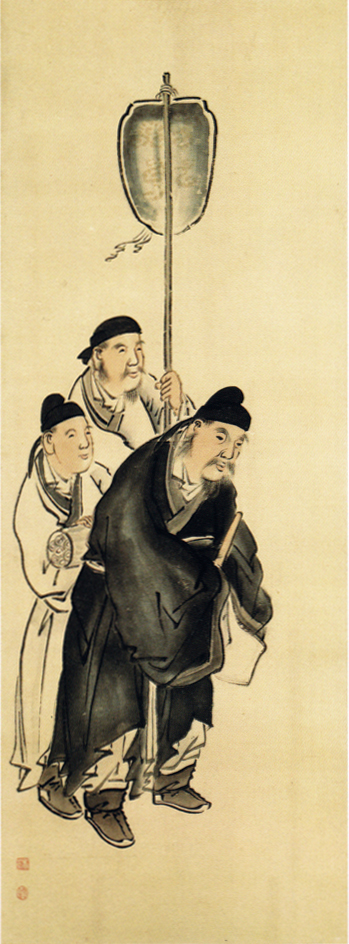
「飲中八仙図」のうち汝陽郡王李璡 関西大学図書館蔵。

中井 藍江（なかい らんこう、明和3年〈1766年〉 - 文政13年7月22日または7月23日〈1830年9月8日または9月9日〉）とは、江戸時代中期の大坂の絵師。

## 来歴
蔀関月の門人。大坂の人。名は直、または眞。通称は養清、養三あるいは養蔵。字は養三、子養、伯養。藍江、師古と号す。銭橋南、後に伏見町心斎橋東に住んでいた。関月に浮世絵を学び、さらに牧谿や李龍眼などを独学、四条派の写生味を加えた山水図、人物図に優れた手腕を発揮し、大坂画壇に一家を成した。また、木村蒹葭堂をはじめとした当代の文人墨客と交わり、中井竹山に詩文を学び、余技に茶道を嗜んだ。作画期は寛政（1789年 - 1801年）から文政（1818年 - 1830年）までである。
文化元年（1804年）刊行の地誌本『播磨名所巡覧図会』（村上石田著）の挿絵を描いている。なお本図会の序と跋は享和3年（1803年）に書かれている。その他に狂歌本などの挿絵を手掛けており、例として文化5年（1808年）刊行の狂歌本『かはころもの記』（鉄格子波丸著）、文化9年（1812年）序の紀行文『東のつと』（西浦祐賢著）などが挙げられる。享年65。墓所は明治になって廃寺となった、生玉の覚円院。
画風は、当時流行していた南蘋派の図様も取り入れつつも、与謝蕪村や四条派風が強い洒脱な南画と言える。余白を大きくとり、簡潔でおおらかな作風だが、悪く言うと大味で説明的である。作品数は比較的よく残っており大作も珍しくない。門人も数多く、に上田公長、山口蘭石、木村片石、水尾龍淵、菊川竹渓、玉手棠洲、鎌田巌松、水尾龍洲らがいる。

## 作品
| 作品名               | 技法         | 形状・員数 | 寸法（縦x横cm） | 所有者                                 | 年代                  | 款記・印章                                                  | 備考 |
| -------------------- | ------------ | ---------- | --------------- | -------------------------------------- | --------------------- | ----------------------------------------------------------- | --- |
| 槇檜群鹿図屏風       | 紙本金地墨画 | 六曲一双   |                 | 関西大学図書館                         |                       | 「直中」白文方印                                            | |
| 福壽和合神           | 絹本著色     | 1幅        | 104.8x45.2      | 関西大学文学部美学美術史資料室         |                       | 款記「応需藍江謹画」/「中直之印」白文方印・「伯養」白文方印 | |
| 飲中八仙図           | 紙本墨画淡彩 | 6幅対      |                 | 関西大学図書館                         |                       |                                                             | |
| 騎馬武者図           | 絹本墨画淡彩 | 1幅        |                 | 大阪大学懐徳堂文庫                     |                       |                                                             | 中井蕉園（中井竹山の第4子）賛 |
| 小石元俊先生解死図譜 |              |            |                 | 個人                                   | 1796年（寛政8年）     |                                                             | |
| 宋六君子図           | 紙本墨画淡彩 | 額装3面    |                 | 大阪大学懐徳堂文庫                     | 1797年（寛政9年）     | 「藍江」白文方印                                            | 蔀関月と3面ずつ合作。頼春水賛。中井竹山の依頼で描かれ、懐徳堂の長押の上に掲げられていた。 |
| 中井竹山像           | 紙本墨画     | 1幅        |                 | 大阪大学懐徳堂文庫                     | 1798年（寛政10年）    | 「中信印信」白文方印                                        | 中井竹山賛。同年正月16日の初講の日の宴席で、書画の競作が行われた。この際、藍江に佐倉藩の渋井子要が竹山の講義姿を描かせ、その場で賛を求められた竹山は断ることもできず、酔中に揮毫した作品。 蓋裏墨書によって、富岡鉄斎が大正13年（1924年）に寄贈したことが判明する。 |
| 厳島図               | 絹本墨画淡彩 | 1幅        | 55.9x85.1       | 個人                                   | 1802年（享和2年）頃か |                                                             | 頼春水賛。賛文は享和2年（1802年）広島藩主浅野斉賢の厳島参詣に随行した際の様子を詠んでいる。 |
| 白雉図               | 絹本著色     | 1幅        |                 | 豊中市教育委員会（服部天満宮文庫旧蔵） | 1805年（文化2年）     |                                                             | 中井柚園（中井履軒の子）賛。柚園の手記『柚園数記』により、制作事情が判明する。制作の2年前の正月に白雉が発見され将軍家に献上された。その年は豊作だったので、人々は白雉を瑞兆とされ、その白雉を見ていた池田氏が制作を依頼したという。                                 |
| 梅鶴図               | 紙本金地著色 | 衝立1面    | 129.5x156.0     | 吹田市立博物館                         |                       | 款記「藍江寫」/「師古」白文方印                             | 裏面は岡熊嶽筆「山水図」。 |
| 龍虎図               | 絹本墨画     | 双幅       |                 | 大阪大学文学部                         |                       | 各幅に款記「藍江寫」/「直中」白文方印                       | |
| 蘭亭曲水宴図         |              |            |                 | 大阪市立美術館                         |                       |                                                             | |
| 男女憩いの図         | 絹本着色     |            |                 |                                        |                       |                                                             | |